# Hanskarl Müller-Buschbaum
Hanskarl Müller-Buschbaum (* 24. Mai 1931 in Wallendorf; † 21. November 2016 in Kiel) war ein deutscher Chemiker und Professor für Anorganische Chemie und Festkörperchemie.

## Leben und Werk
Hanskarl Müller-Buschbaum studierte an der Ernst-Moritz-Arndt-Universität Greifswald Chemie. Seine Doktorarbeit mit dem Titel Zum Emissionsverhalten samariumaktivierter Phosphore über UV-angeregte Boratluminophore fertigte er im Arbeitskreis von Hans Witzmann an (Promotion 1960). Bald darauf floh er nach Westdeutschland. Nach einer kurzen Zeit bei Siemens in München wechselte er an die Universität Münster in den Arbeitskreis von Wilhelm Klemm. Nach seiner Habilitation im Jahr 1966 an der Universität Gießen bei Rudolf Hoppe erhielt Müller-Buschbaum 1969 einen Ruf als ordentlicher Professor an die Christian-Albrechts-Universität zu Kiel, wo er 1969 bis zur Emeritierung 1996 Direktor des Instituts für Anorganische Chemie war. Einen Ruf an die Universität Freiburg lehnte er 1977 ab.
Er forschte auf dem Gebiet der Festkörperchemie bei hohen Temperaturen, einem in Deutschland einzigartigen Forschungsschwerpunkt, und speziell der Synthese von Oxo- und Halogenooxometallaten der Haupt- und Nebengruppenmetalle bei hohen Temperaturen. Die Temperaturen wurden mit Plasmabrennern, Solarschmelzöfen und Kohlendioxidlasern erzielt und die entstehenden oft metastabilen Strukturen mit Röntgenbeugung untersucht. Außerdem wurden an seinem Institut Computerprogramme zur dreidimensionalen Darstellung anorganischer Kristallstrukturen entwickelt.
Müller-Buschbaum war Mitglied der Leopoldina und erhielt 1991 den Wilhelm-Klemm-Preis der Gesellschaft Deutscher Chemiker.
Sein Sohn Klaus Müller-Buschbaum ist Professor für Anorganische Chemie in Gießen und sein Sohn Peter Müller-Buschbaum Professor für Physik an der TU München.